# Sōtīrīs Tsiloulīs
Sōtīrīs Tsiloulīs (in greco Σωτήρης Τσιλούλης?; Larissa, 14 febbraio 1995) è un calciatore greco, centrocampista dell'Atromītos.

## Carriera
Ha giocato nella prima divisione greca.